# Élections générales espagnoles de novembre 2019
Vous lisez un « bon article » labellisé en 2020.
Pour les articles homonymes, voir élections générales espagnoles de 2019.
Les élections générales espagnoles de novembre 2019 (en espagnol : Elecciones generales de España de noviembre de 2019, désignées sous le numéronyme 10-N) se tiennent le dimanche 10 novembre 2019 afin d'élire les 350 députés et 208 des 265 sénateurs de la XIVe législature des Cortes Generales.
Ce scrutin est convoqué par le roi Felipe VI cinq mois après le précédent scrutin, à la suite de l'incapacité du Congrès à investir un nouveau président du gouvernement à la fin du mois de juillet, en raison des désaccords entre le Parti socialiste et Unidas Podemos sur la formation ou non d'un gouvernement de coalition. Ces élections sont par conséquent anticipées de trois ans et demi par rapport au terme naturel de la XIIIe législature et constituent la deuxième répétition électorale de l'histoire post-franquiste après celle de 2016.
La courte campagne électorale est notamment marquée par des tensions politiques et sociales en Catalogne liées à la condamnation pénale d'anciens dirigeants territoriaux pour avoir organisé en 2017 un référendum interdit sur l'indépendance, et l'exhumation de la dépouille de Francisco Franco de son mausolée du Valle de los Caídos, engagement pris par le président du gouvernement Pedro Sánchez lors de son accession au pouvoir.
Alors que la participation recule, le Parti socialiste de Sánchez confirme sa position de premier parti du pays mais perd sa majorité absolue au Sénat. Avec plus de 15 % des voix, la formation d'extrême droite Vox devient la troisième force politique du pays derrière le Parti populaire, qui progresse tout en réalisant le deuxième plus mauvais résultat de son histoire. Ciudadanos, qui occupait précédemment la troisième place, perd les quatre cinquièmes de sa représentation parlementaire au Congrès, entraînant le retrait de son président Albert Rivera. Le scrutin voit une poussée des partis nationalistes territoriaux et régionalistes, qui occupent un septième du Congrès, plus de la moitié d'entre eux étant par ailleurs favorables à l'indépendance de leur territoire.
Moins de deux jours après le scrutin, le PSOE et Unidas Podemos annoncent la conclusion d'un accord de principe pour former un gouvernement de coalition. Le pacte de coalition est signé sept semaines plus tard, ainsi que plusieurs accords d'investiture avec les nationalistes basques, la gauche indépendantiste catalane et plusieurs petits partis territoriaux. Sánchez remporte l'investiture à la majorité simple le 7 janvier 2020 et forme son second gouvernement six jours plus tard.

## Contexte

### Première victoire socialiste en11 ans

Pour la première fois depuis 11 ans, le PSOE obtient la majorité relative au Congrès.

Lors des élections générales anticipées du 28 avril 2019, le Parti socialiste ouvrier espagnol (PSOE) de Pedro Sánchez s'impose avec 123 députés. Il est suivi par le Parti populaire (PP) de Pablo Casado, qui réalise le pire résultat de son histoire avec seulement 66 sièges, soit une division par deux de son groupe parlementaire. La troisième place revient au parti Ciudadanos d'Albert Rivera, qui remporte 57 élus et passe devant la coalition Unidas Podemos (UP) de Pablo Iglesias, qui n'obtient que 42 députés, soit la perte d'une trentaine de sièges. La cinquième place revient à Vox de Santiago Abascal, qui devient le premier parti d'extrême droite à siéger au Parlement espagnol depuis la mort de Francisco Franco avec 24 sièges. Les sièges restants reviennent aux partis nationalistes territoriaux, principalement la Gauche républicaine de Catalogne (ERC), Ensemble pour la Catalogne (JxCat) et le Parti nationaliste basque (EAJ/PNV).
Le bloc de la motion de censure, qui avait porté Sánchez au pouvoir en juin 2018, dispose de 198 sièges, contre 127 pour les formations s'y étant opposées. Les 25 élus restants se répartissent entre deux formations qui n'avaient pas de représentation : Vox et le Parti régionaliste de Cantabrie (PRC).
À l'ouverture de la XIIIe législature, la députée de Barcelone et ministre de la Politique territoriale Meritxell Batet est élue présidente du Congrès des députés avec 175 voix, contre 125 à sa prédécesseure Ana Pastor. En échange de son soutien à la candidate socialiste, Unidas Podemos obtient le poste de premier vice-président pour la députée de Madrid Gloria Elizo et de premier secrétaire pour le député de Barcelone Gerardo Pisarello.

### Échec de l'investiture

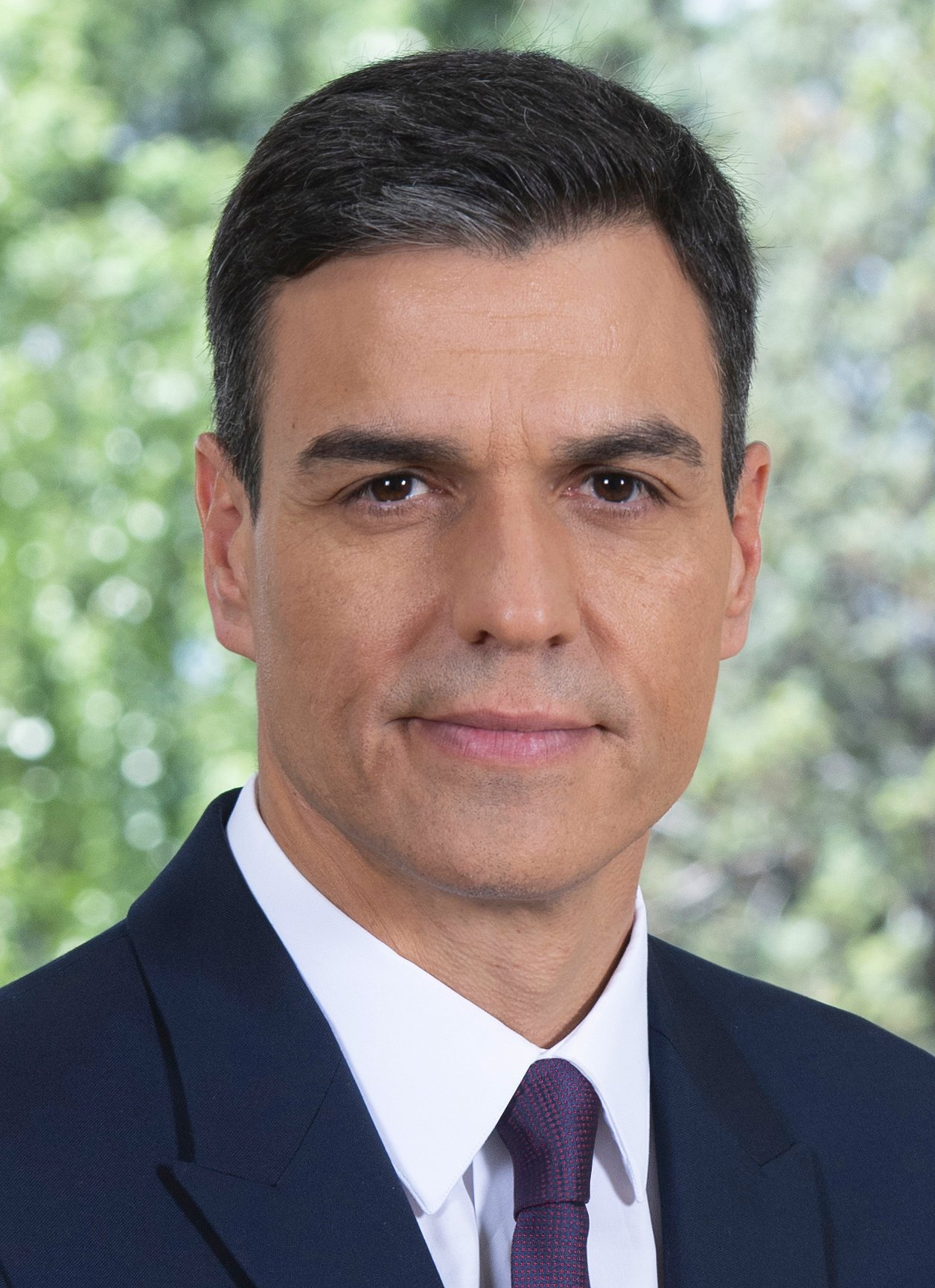
Le président du gouvernement sortant Pedro Sánchez échoue à obtenir l'investiture du Congrès en juillet.

Lors de la présentation de son programme le 22 juillet, Sánchez multiplie les propositions et les promesses d'actions rejoignant les revendications de Podemos, dans le but affiché de séduire les députés de la gauche radicale. Sánchez souhaite mettre en place un gouvernement minoritaire composé uniquement de membres de son parti, mais mettant en œuvre un programme de gauche qui obtiendrait le soutien de Podemos et des petit partis régionalistes, notamment catalans, lui assurant une majorité pour gouverner. Les dirigeants de Podemos, qui défendent la constitution d'un gouvernement de coalition dont ils feraient partie, accusent cependant les socialistes de ne leur proposer qu'un « rôle de figuration », sans aucun ministère régalien ni portefeuille marqué à gauche, tels que le Travail, les Finances, la Transition écologique ou l'Égalité. Pablo Iglesias avertit ainsi que sans gouvernement de coalition, Pedro Sánchez ne sera « jamais président » du gouvernement.
Lors du premier vote le 23 juillet, Sánchez reçoit seulement 124 voix favorables, soit 52 de moins que le minimum constitutionnel requis, 170 voix contre et 52 abstentions, quatre parlementaires étant absents car placés en détention provisoire. Seul le Parti régionaliste de Cantabrie soutient, avec le PSOE, son maintien au pouvoir, tandis que le Parti populaire, Ciudadanos, Vox, ERC et Ensemble pour la Catalogne (JxCat) notamment, s'y opposent. En sus du Parti nationaliste basque, Unidas Podemos fait le choix de s'abstenir afin de démontrer sa bonne volonté dans la poursuite des négociations de coalition.
Peu avant le second vote, Podemos présente une nouvelle proposition, qui les voit renoncer à toute prétention dans les domaines des finances publiques et de la transition écologique et se limiter à trois ministères et une vice-présidence, mais elle est rejetée par le PSOE qui s'en tient à une offre de programme commun sans participation de Podemos au gouvernement. Le second vote, qui ne requiert, cette fois, que la majorité relative, voit le rejet de la candidature de Sánchez, qui recueille 124 voix pour, 155 contre et 67 abstentions.

### Blocage politique

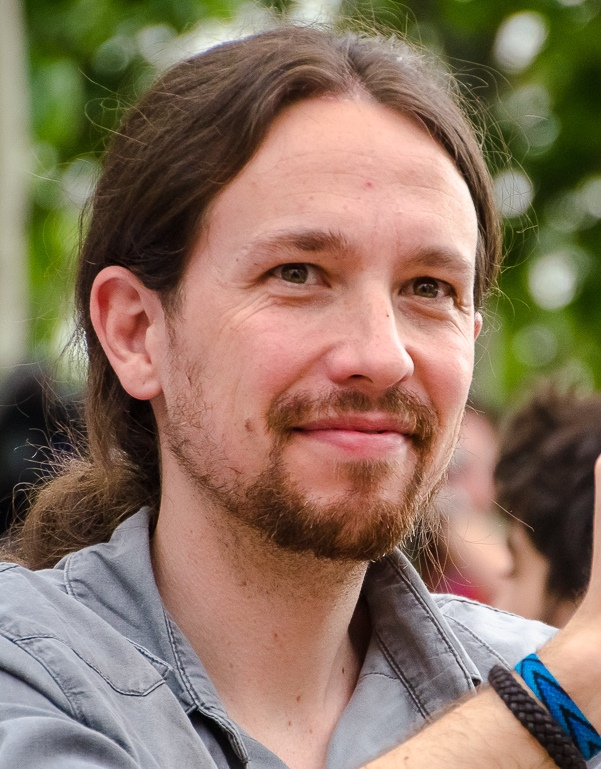
Le dirigeant de Podemos Pablo Iglesias insiste sur la formation d'un gouvernement de coalition.

L'incapacité du Congrès à investir un président du gouvernement ouvre, à partir du 23 juillet, un délai de deux mois à l'issue duquel de nouvelles élections seront convoquées si aucun chef de l'exécutif n'est élu dans cet intervalle. Au soir du vote, Sánchez affirme qu'il « ne jette pas l'éponge » et annonce de nouveaux échanges avec le Parti populaire, Ciudadanos et Unidas Podemos pour tenter de débloquer la situation.
Les négociations restent au point mort presque tout au long du mois d'août. Podemos finit le 27 par proposer un accord revoyant considérablement ses prétentions à la baisse, les ministères du Travail et de la Transition écologique n'y étant plus exigés. Sánchez, rendu méfiant par les négociations infructueuses de mois de juillet, y oppose une fin de non recevoir, jugeant invivable l'existence de deux gouvernements au sein d'un même conseil des ministres, et évoquant d'« importantes différences » sur plusieurs questions régaliennes dont la Catalogne. Les socialistes s'opposent en effet au souhait de Podemos d'y organiser un référendum, préférant une réforme du statut d'autonomie.
Le 5 septembre, Sánchez réitère son intention de former un gouvernement minoritaire, sur l'exemple du Portugal, en proposant un programme commun contenant notamment l'annulation des réformes du marché du travail et des retraites de son prédécesseur Mariano Rajoy, la revalorisation des retraites et du salaire minimum — de 900 à 1125 euros mensuels —, l'augmentation des dépenses de santé et d’éducation, et le contrôle des loyers. Le coût du programme est estimé entre 30 et 36 milliards d'euros sur la durée de la législature, une dépense financée par la mise en place d'un impôt minimum de 15 % sur les entreprises qui monterait à 18 % pour les banques, la création d'une taxe sur les transactions financières, et une hausse de la fiscalité verte,. Bien que reconnaissant des affinités avec un tel programme, Pablo Iglesias déplore « l’incapacité » selon lui de Pedro Sánchez « à comprendre qu'il doit partager les responsabilités », rejetant à nouveau tout gouvernement qui ne soit pas de coalition. Le programme économique dévoilé par le dirigeant du PSOE est vu comme un possible programme pour les éventuelles élections à venir. Le 11, les deux dirigeants se rejettent à nouveau la responsabilité du blocage, tout en assurant l'un l'autre qu'un accord serait préférable à leurs yeux que de nouvelles élections. Le 12 septembre, le PSOE rejette un nouveau compromis de Podemos, qui les aurait vu siéger au gouvernement pendant une année, puis, en cas de désaccord à l'issue de cette période d'essai, quitter le gouvernement tout en maintenant leur confiance à un gouvernement minoritaire.

### Convocation des élections anticipées
Les 16 et 17 septembre, le roi Felipe VI lance de nouvelles consultations dans le but d'éviter de nouvelles élections. Le 17 septembre, Ciudadanos propose son abstention et celle du PP lors du vote d'investiture, en échange d'une promesse de Sánchez de ne pas gracier les séparatistes catalans en cas de condamnation éventuelle, et de rompre la coalition régionale du PSOE avec les nationalistes basques de Bildu en Navarre, au profit des partis de droite, ce que Sánchez refuse. Prenant acte de la situation de blocage entre les partis, le souverain ne propose aucun candidat à la présidence du gouvernement, ouvrant la voie à la convocation de nouvelles élections le 10 novembre suivant,. La dissolution est officiellement prononcée le 23 septembre et prend effet le lendemain.

## Mode de scrutin
L'Espagne dispose d'un parlement bicaméral, les Cortes Generales, composé d'une chambre basse, le Congrès des députés (Congreso de los Diputados), et d'une chambre haute, le Sénat (Senado). Les députés comme les sénateurs sont élus pour quatre ans. Le scrutin pour leur renouvellement se tient 54 jours après la publication du décret de convocation des électeurs au Bulletin officiel de l'État (BOE), sauf dans le cas d'une répétition électorale : le délai de tenue du scrutin est réduit à 47 jours et la durée de la campagne officielle passe de 14 à sept jours.

### Pour le Congrès des députés

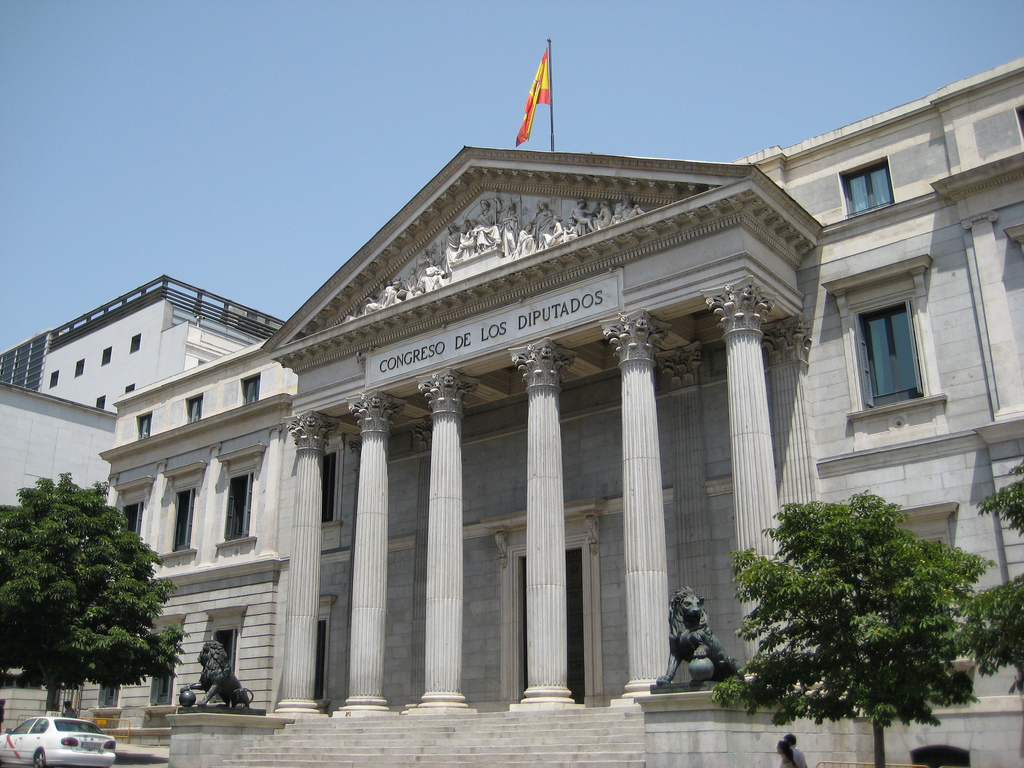
Le palais des Cortès, siège du Congrès des députés.

Le Congrès des députés est composé de 350 sièges pourvus au scrutin proportionnel plurinominal à listes fermées dans 52 circonscriptions correspondant aux 50 provinces du pays ainsi qu'aux villes autonomes de Ceuta et de Melilla. Le nombre de députés qui leur est alloué est variable en fonction de leur population, avec néanmoins un minimum de deux sièges par province, à l'exception des villes autonomes qui n'ont chacune en tout qu'un seul siège et pour laquelle les élections se tiennent donc de facto au scrutin uninominal majoritaire à un tour.
Après décompte des voix, les sièges sont répartis selon la méthode d'Hondt dans chacune des circonscriptions. Ne peuvent prétendre à la répartition des sièges que les listes ayant franchi le seuil électoral de 3 % des suffrages exprimés. Dans la pratique, ce seuil se révèle plus élevé dans les circonscriptions ayant peu de sièges à pourvoir. Il est ainsi en réalité de 25 % dans les provinces ne comptant que trois sièges. Le vote blanc est reconnu et comptabilisé comme suffrage exprimé, ce qui élève légèrement le seuil réel par rapport à un système classique où ils ne sont pas reconnus.
| Circonscriptions                                                                      | Députés | Carte                       |
| ------------------------------------------------------------------------------------- | ------- | --------------------------- |
| Madrid                                                                                | 37      | Carte des circonscriptions. |
| Barcelone                                                                             | 32      | Carte des circonscriptions. |
| Valence                                                                               | 15      | Carte des circonscriptions. |
| Alicante et Séville                                                                   | 12      | Carte des circonscriptions. |
| Málaga                                                                                | 11      | Carte des circonscriptions. |
| Murcie                                                                                | 10      | Carte des circonscriptions. |
| Cadix                                                                                 | 9       | Carte des circonscriptions. |
| Îles Baléares, La Corogne, Las Palmas et Biscaye                                      | 8       | Carte des circonscriptions. |
| Asturies, Grenade, Pontevedra, Santa Cruz de Tenerife et Saragosse                    | 7       | Carte des circonscriptions. |
| Almería, Badajoz, Cordoue, Gérone, Guipuscoa, Tarragone et Tolède                     | 6       | Carte des circonscriptions. |
| Cantabrie, Castellón, Ciudad Real, Huelva, Jaén, Navarre et Valladolid                | 5       | Carte des circonscriptions. |
| Álava, Albacete, Burgos, Cáceres, León, Lérida, Lugo, Ourense, La Rioja et Salamanque | 4       | Carte des circonscriptions. |
| Ávila, Cuenca, Guadalajara, Huesca, Palencia, Ségovie, Teruel et Zamora               | 3       | Carte des circonscriptions. |
| Soria                                                                                 | 2       | Carte des circonscriptions. |
| Ceuta et Melilla                                                                      | 1       | Carte des circonscriptions. |

### Pour le Sénat

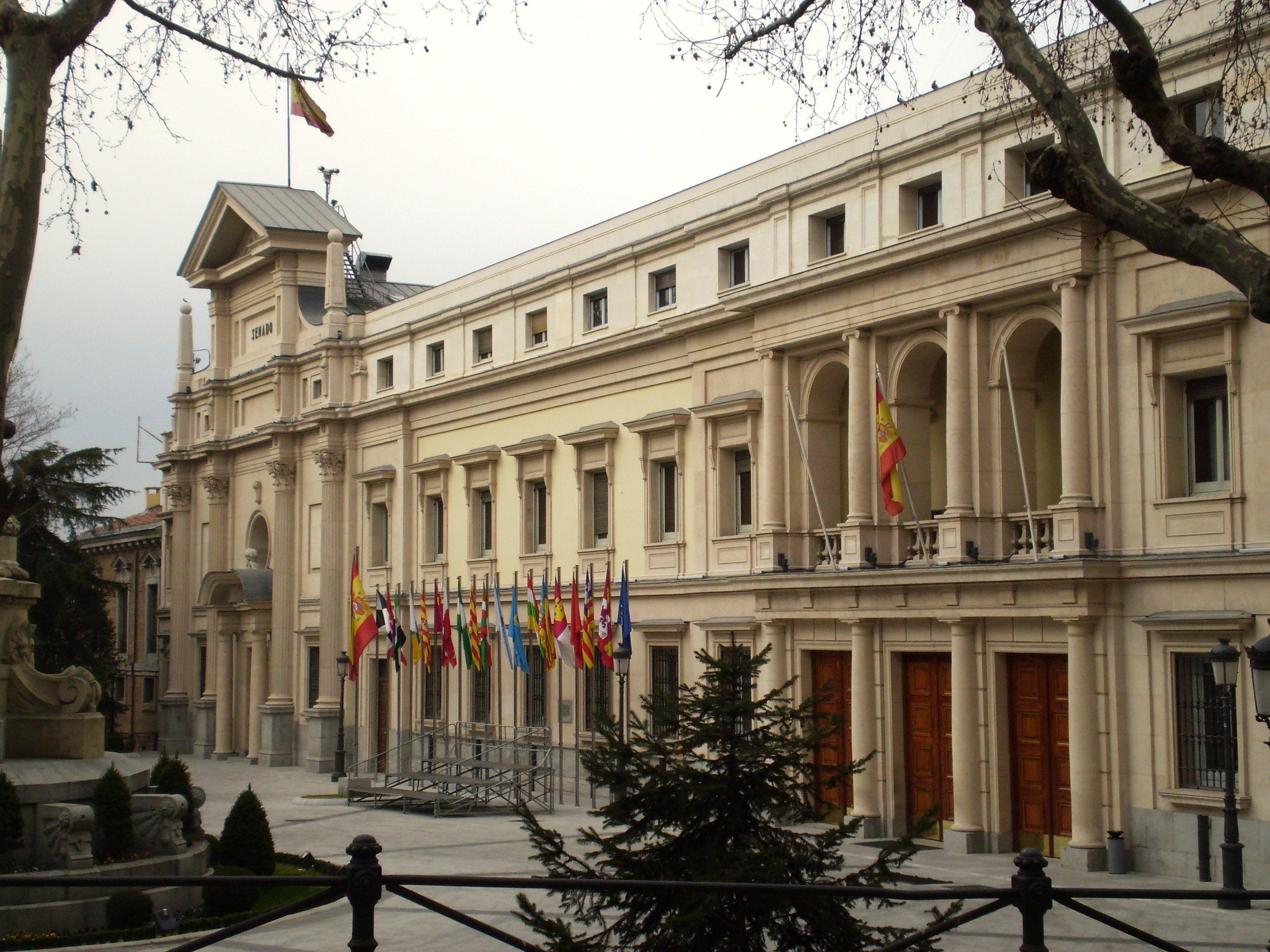
Le palais du Sénat, siège du Sénat.

Le Sénat est composé de 265 sénateurs dont 208 élus au scrutin direct, les 57 restants étant élus par les parlements des 17 communautés autonomes.
Les sénateurs élus par la population le sont au scrutin majoritaire plurinominal dans 59 circonscriptions plurinominales correspondant aux provinces du pays et à Ceuta et Melilla, à l'exception des deux communautés autonomes archipélagiques. Les principales îles des archipels des Baléares et des Canaries sont en effet dotées de leurs propres circonscriptions. Il y a ainsi quatre sénateurs pour chacune des 47 provinces de la péninsule, trois sénateurs pour les îles de Grande Canarie, Majorque et Tenerife, deux sénateurs respectivement pour Ceuta et Melilla, et un sénateur pour les îles de Minorque, Fuerteventura, La Gomera, Ibiza-Formentera, El Hierro, Lanzarote, et La Palma.
Les assemblées législatives des communautés autonomes désignent aussi des sénateurs, à raison d'un de droit par communauté, plus un siège supplémentaire par tranche d'un million d'habitants. Le nombre est de ce fait variable en fonction de l'évolution démographique. Il était de 57 en juin 2019. Ces élections indirectes ont lieu pour chaque assemblée communautaire peu après leurs renouvellements, et ne coïncident donc pas nécessairement avec les élections au scrutin populaire.

## Campagne

### Principales forces politiques
| Force politique | Force politique                                                                        | Force politique                                      | Chef de file                            | Idéologie                                                                                  | Résultats en avril 2019                   |
| --------------- | -------------------------------------------------------------------------------------- | ---------------------------------------------------- | --------------------------------------- | ------------------------------------------------------------------------------------------ | ----------------------------------------- |
|                 | Parti socialiste ouvrier espagnol (es) Partido Socialista Obrero Español               | PSOE                                                 | Pedro Sánchez Président du gouvernement | Centre gauche Social-démocratie, progressisme                                              | 28,7 % des voix 123 députés 123 sénateurs |
|                 | Parti populaire (es) Partido Popular                                                   | PP                                                   | Pablo Casado Député de Madrid           | Centre droit à droite Libéral-conservatisme, démocratie chrétienne                         | 16,7 % des voix 66 députés 55 sénateurs   |
|                 | Ciudadanos Citoyens                                                                    | Cs                                                   | Albert Rivera Député de Madrid          | Centre droit à droite Libéralisme, social-libéralisme, unionisme                           | 15,9 % des voix 57 députés 5 sénateurs    |
|                 | Unidas Podemos Unies nous pouvons                                                      | Unidas Podemos Unies nous pouvons                    | Pablo Iglesias Député de Madrid         | Gauche à gauche radicale Socialisme, populisme de gauche, altermondialisme, républicanisme | 14,3 % des voix 42 députés 0 sénateur     |
|                 | Vox                                                                                    | Vox                                                  | Santiago Abascal Député de Madrid       | Droite à extrême droite Centralisme, nationalisme espagnol, populisme de droite            | 10,3 % des voix 24 députés 0 sénateur     |
|                 | Gauche républicaine de Catalogne (ca) Esquerra Republicana de Catalunya                | ERC                                                  | Gabriel Rufián Député de Barcelone      | Centre gauche à gauche Socialisme démocratique, indépendantisme catalan, républicanisme    | 3,9 % des voix 15 députés 11 sénateurs    |
|                 | Junts per Catalunya-Junts Ensemble pour la Catalogne                                   | Junts per Catalunya-Junts Ensemble pour la Catalogne | Laura Borràs Députée de Barcelone       | Centre à centre droit Libéralisme, indépendantisme catalan, républicanisme                 | 1,9 % des voix 7 députés 2 sénateurs      |
|                 | Parti nationaliste basque (es) Partido Nacionalista Vasco (eu) Euzko Alderdi Jeltzalea | EAJ/PNV                                              | Aitor Esteban Député de Biscaye         | Centre droit Nationalisme basque, démocratie chrétienne, régionalisme                      | 1,5 % des voix 6 députés 9 sénateurs      |
|                 | Más País Plus de pays                                                                  | Más País Plus de pays                                | Íñigo Errejón Député régional de Madrid | Gauche Écosocialisme, progressisme, féminisme                                              | Nouveau                                   |

### Sondages
Le graphique ci-dessous est une synthèse des résultats des sondages réalisés depuis les élections du 28 avril 2019. La largeur du graphique correspond à la durée du mandat de quatre ans qu'aurait dû connaitre la législature issue de ces élections. La publication de sondages électoraux est interdite en Espagne à partir du 5 novembre jusqu'au scrutin.
- PSOE
- PP
- C's
- Unidas Podemos
- Vox
- ERC
- JuntsxCat
- PNV
- CC
- EH Bildu
- Más País

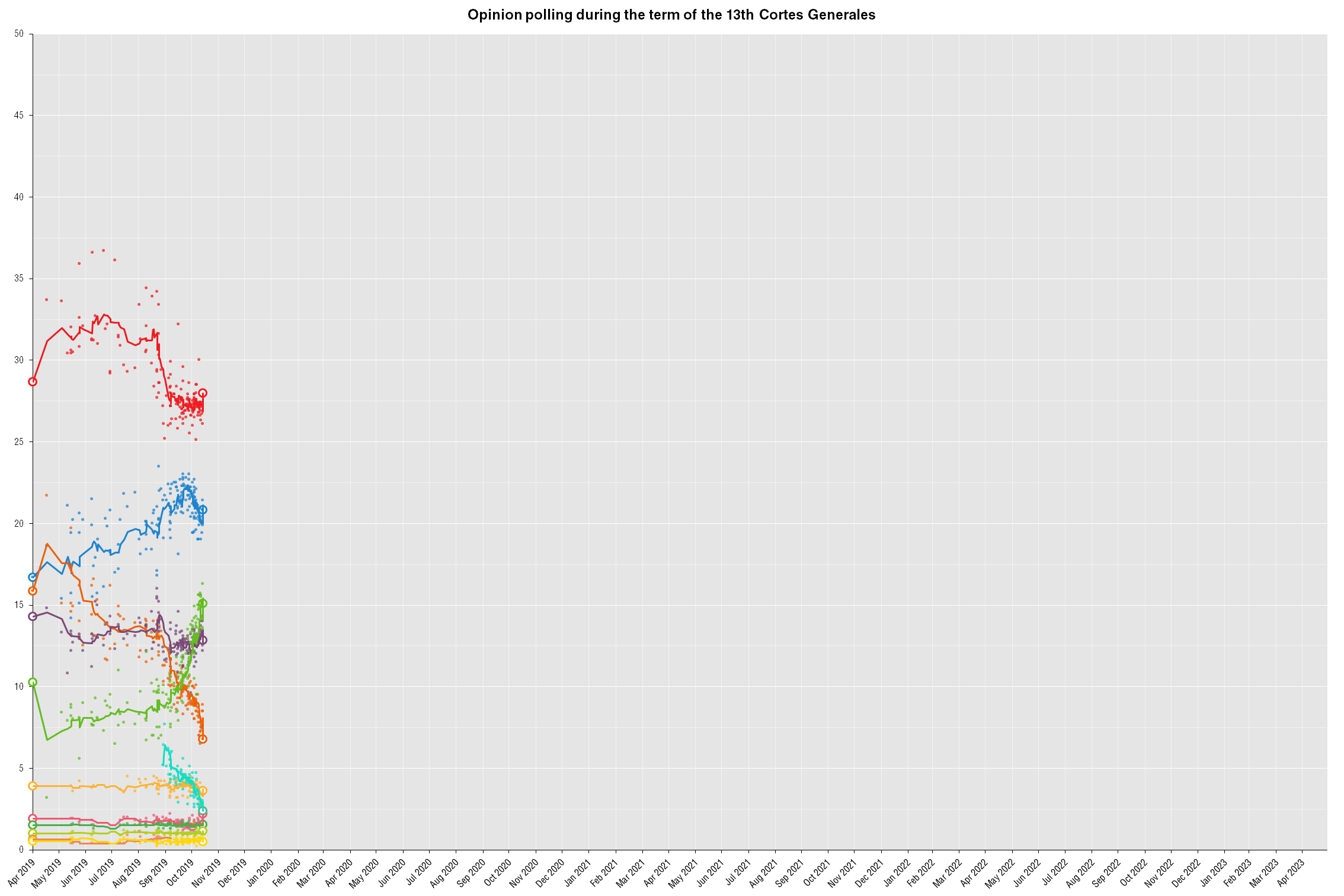
Graphique représentant les résultats des sondages depuis les élections générales d'avril 2019.

Le graphique ci-dessous présente, quant à lui, les sondages sur la période d'avril à novembre 2019.

### Principaux événements

#### Création de Más País
Le 22 septembre, à quelques heures de la convocation des élections, le mouvement Más Madrid, lancé au début de l'année 2019 par l'ancien numéro deux de Podemos Íñigo Errejón avec la maire de Madrid de l'époque Manuela Carmena, prend la décision de se présenter aux élections. Il ne devrait se présenter que dans les circonscriptions faisant élire plus de sept députés, vise à constituer son propre groupe parlementaire, et centrera sa campagne sur la mobilisation des électeurs de gauche déçus de la répétition électorale et tentés par l'abstention. Un premier sondage publié le soir même par le journal en ligne El Español accorde au parti 5,8% d'intentions de vote au niveau national, et entre six et dix députés sur 350. Le lendemain, la Coalition Compromís décide de nouer une alliance avec Más Madrid et de ne pas chercher à rétablir son ancienne collaboration électorale avec Unidas Podemos, malgré l'intervention en ce sens de la vice-présidente de la généralité valencienne Mónica Oltra. Le 25 septembre, Íñigo Errejón confirme qu'il sera candidat aux élections générales et que son parti y présentera des candidats sous l'étiquette Más País.

#### Exhumation de Franco

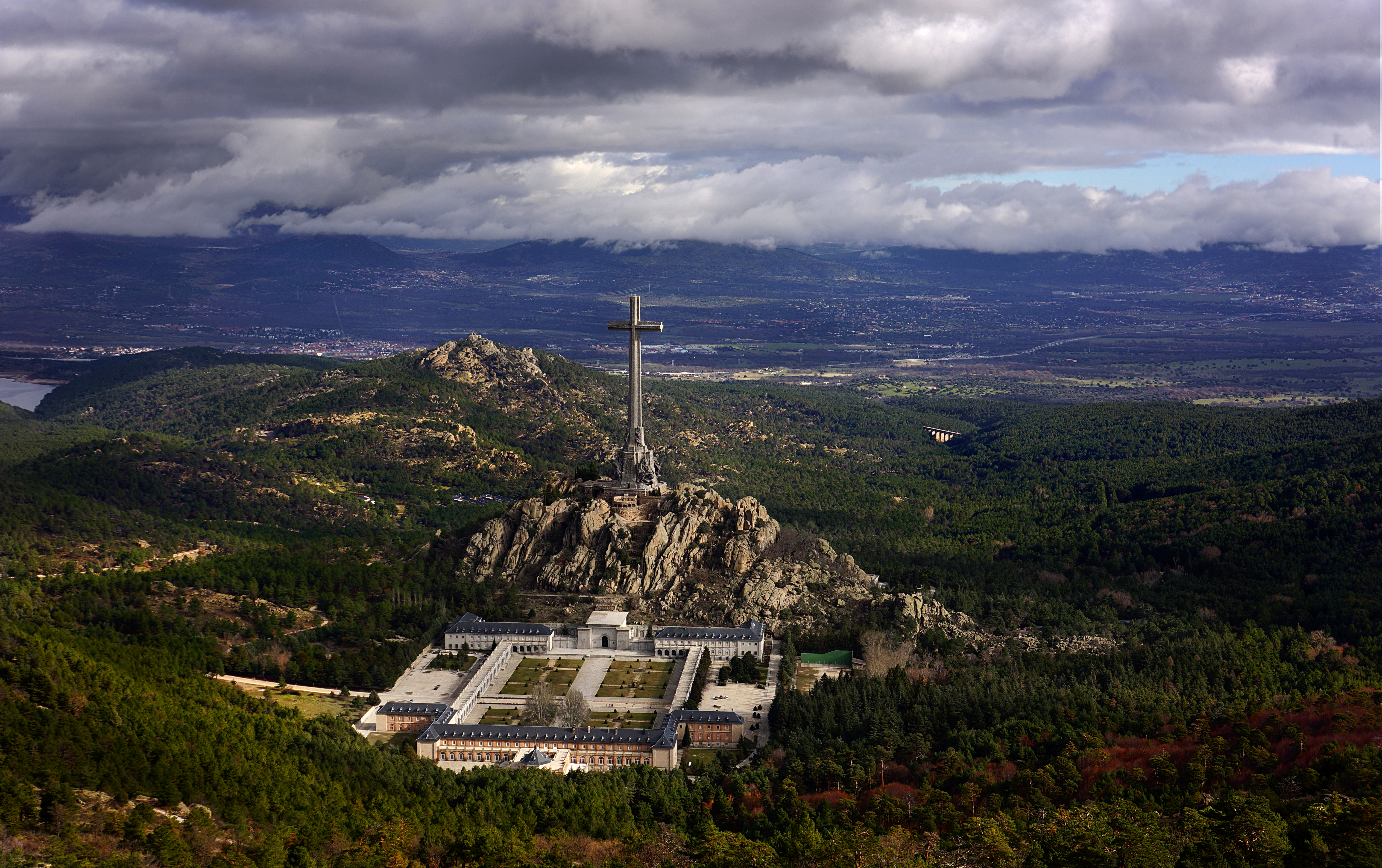
Le Tribunal suprême autorise l'exhumation des restes de Francisco Franco du Valle de los Caídos.

Le Tribunal suprême autorise le 25 septembre l'exhumation de la dépouille de Francisco Franco du Valle de los Caídos. La présence du corps de l'ancien dictateur au sein d'un monument religieux initialement dédié aux soldats nationalistes mort au cours de la Guerre d'Espagne puis étendu en 1958 à l'ensemble des combattants des deux camps suscite la polémique depuis plusieurs décennies, les formations politiques de gauche souhaitant l'en retirer, ce à quoi s'oppose celles de droite. Les premiers jugent ainsi inacceptable de faire du monument un mausolée du dictateur, tandis que les seconds considèrent l'initiative comme une bataille culturelle menée au détriment de la réconciliation nationale. Le gouvernement de Pedro Sánchez avait fait de cette exhumation l'un des symboles de son début de mandat en juin 2018, mais un recours de la famille de Franco avait gelé le projet. L'exhumation, qui a lieu le 24 octobre 2019, est jugée susceptible d'influencer la campagne en mobilisant les électorats, notamment de gauche.

#### Détention d'indépendantistes catalans
Le 23 septembre, la Garde civile annonce l'arrestation au nord de Barcelone de neuf militants indépendantistes catalans des Comités de défense de la République (CDR) dans le cadre de l'« opération Judas ». Elle les accuse notamment de détenir du matériel explosif et d'avoir cherché à mener des actions violentes. Deux d'entre eux confirment trois jours plus tard au juge d'instruction chargé de l'affaire qu'ils ont bien fabriqué et testé des explosifs. Ce même 26 septembre, le Parlement de Catalogne est le théâtre de vifs affrontements verbaux à ce sujet, des députés indépendantistes évoquant une attaque des institutions espagnoles tandis que le représentant de Ciudadanos accuse ces derniers de tisser des alliances avec des « terroristes » ; il est alors expulsé de l'hémicycle par le président de l'assemblée Roger Torrent.

#### Nouvelles stratégies à droite

##### Vox aux élections sénatoriales
Le comité exécutif national de Vox adopte le 2 octobre une nouvelle stratégie électorale en rapport avec le Sénat. Le parti de Santiago Abascal choisit de ne présenter qu'un seul candidat par circonscription, alors que chaque électeur dispose de trois voix aux élections sénatoriales. L'objectif est de ne pas concentrer les suffrages de ses électeurs, donc de permettre à ces derniers de les distribuer entre plusieurs partis de droite afin d'empêcher le PSOE de conserver sa majorité absolue à la chambre haute. Abascal, qui affirme qu'il s'agit de permettre à tous les Espagnols de pouvoir « choisir une alternative à la dictature progressiste », revendique par ailleurs cette stratégie d'union des droites, poursuivant l'objectif « d'avoir le plus grand nombre de représentants disposés à appliquer sans peur de manière immédiate l'article 155 de la Constitution », qui permettrait de suspendre l'autonomie de la Catalogne.

##### Recentrage de Ciudadanos
Au cours d'un meeting organisé le 5 octobre, le président de Ciudadanos Albert Rivera énonce un revirement stratégique par rapport à sa campagne des élections du 28 avril en se disant prêt à travailler avec le Parti socialiste, ce qu'il excluait totalement dans le cadre du scrutin précédent. Il précise que son objectif serait de réaliser dix grandes réformes sociales et politiques, si au soir du scrutin les trois partis de la droite ne disposent pas de la majorité suffisante pour les appliquer. Il évoque notamment l'éducation, le système de santé, la natalité, le dépeuplement de l'Espagne rurale, une baisse des impôts pour les familles, une nouvelle loi électorale ou encore une suppression des privilèges de la classe politique. Interrogé sur un tel changement qui aurait pu se produire avant d'en arriver à une répétition électorale, il explique que « jusqu'ici, il existait une alternative » — en référence à l'accord jamais survenu entre le PSOE, Unidas Podemos et ERC — et qu'aujourd'hui « le principal problème de l'Espagne, c'est le blocage ». Il appelle ainsi à « parler de ce qui nous rassemble plutôt que de ce qui nous divise », ce qui est perçu par le courant favorable à une alliance avec les socialistes comme « un retour au centre » alors que le parti dévisse dans les sondages depuis plusieurs semaines,.

#### Condamnation des indépendantistes catalans

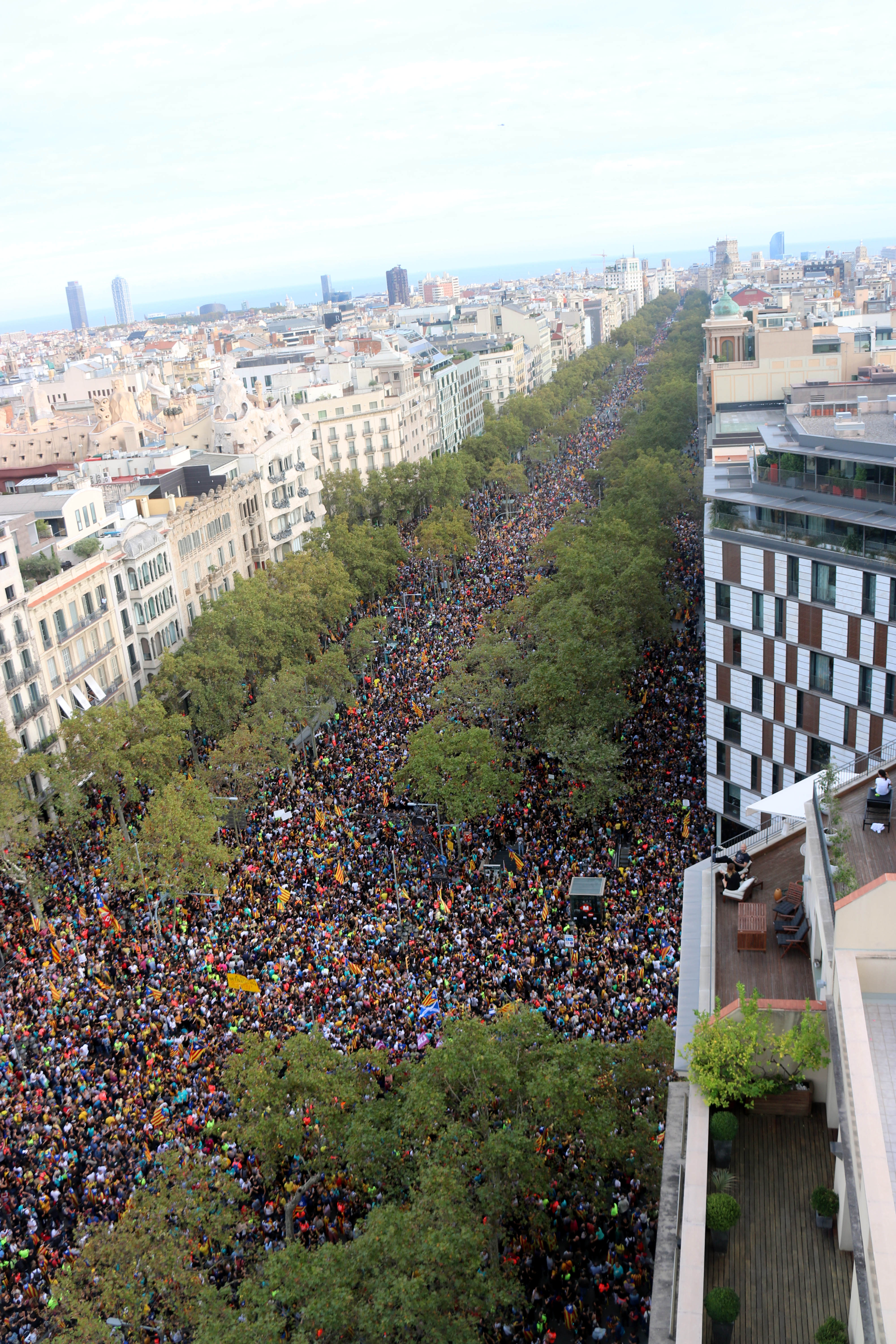
Manifestation à Barcelone le 18 octobre 2019 contre la condamnation des dirigeants indépendantistes.

Le 13 octobre, plusieurs dirigeants catalans impliqués dans la crise indépendantiste ayant eu lieu deux ans plus tôt sont condamnés par le Tribunal suprême d'Espagne à des peines de prison fermes. Les accusés étaient jugés pour avoir organisé le référendum d'autodétermination du 1er octobre 2017, que le Tribunal constitutionnel avait déclaré illégal, et pour, après avoir proclamé l'indépendance de la Catalogne, leur tentative le 27 octobre suivant d'appliquer un système législatif distinct de celui organisé par la Constitution espagnole de 1978. Neuf des douze inculpés sont condamnés à des peines de prison, de 9 à 13 années, pour crime de sédition ; cinq d'entre eux sont aussi condamnés pour détournement de fonds publics. Les trois autres reçoivent une amende pour désobéissance. Le crime de rébellion, qui aurait impliqué des peines plus lourdes, n'a finalement été retenu pour aucun des accusés.
Le jugement provoque en Catalogne d'importantes manifestations, parfois violentes, notamment dans la capitale Barcelone où les manifestants cherchent à bloquer l'aéroport. Les prises de positions très fermes à l'encontre du séparatisme catalan de la part du Parti populaire et de Vox entraînent une progression de ces formations dans les sondages. La tension en Catalogne, associée à une baisse sensible des intentions de vote en faveur de Ciudadanos du fait de ses louvoiements idéologiques et aux débats autour de l'exhumation de Franco, rend ainsi possible une troisième place de Vox au soir du scrutin.

## Résultats

### Participation
| Horaire     | 04/2019 | 11/2019 | Différence |
| ----------- | ------- | ------- | ---------- |
| à 14 heures | 41,49 % | 37,83 % | 3,66       |
| à 18 heures | 60,76 % | 56,85 % | 4,68       |
| à 20 heures | 75,76 % | 69,87 % | 5,89       |
| Final       | 71,76 % | 66,23 % | 5,53       |

### Congrès des députés
|                                                |                                                         |                                                                  |            |               |               |               |               |
| Parti ou coalition                             | Parti ou coalition                                      | Parti ou coalition                                               | Voix       | %             | +/-           | Sièges        | +/-           |
|                                                |                                                         | Parti socialiste ouvrier espagnol (PSOE)                         | 5 997 533  | 24,72         | 0,28          | 108           | 3             |
|                                                | Parti des socialistes de Catalogne (PSC)                | 794 666                                                          | 3,28       | 0,39          | 12            | en stagnation |               |
| Total Parti socialiste ouvrier espagnol        | Total Parti socialiste ouvrier espagnol                 | 6 792 199                                                        | 28,00      | 0,67          | 120           | 3             |               |
|                                                |                                                         | Parti populaire (PP)                                             | 4 917 095  | 20,27         | 4,01          | 87            | 23            |
|                                                | Parti populaire-Forum des Asturies (PP-FORO)            | 129 945                                                          | 0,54       | 0,11          | 2             | en stagnation |               |
| Total Parti populaire                          | Total Parti populaire                                   | 5 047 040                                                        | 20,81      | 4,12          | 89            | 23            |               |
|                                                | Vox                                                     | Vox                                                              | 3 656 979  | 15,08         | 4,82          | 52            | 28            |
|                                                |                                                         | Unidas Podemos (UP)                                              | 2 381 960  | 9,82          | 1,24          | 26            | 7             |
|                                                | En Comú Podem-Guanyem el Canvi (ECP-Guanyem el Canvi)   | 549 173                                                          | 2,26       | 0,09          | 7             | en stagnation |               |
|                                                | En Común-Unidas Podemos (EC-UP)                         | 188 231                                                          | 0,78       | 0,13          | 2             | en stagnation |               |
| Total coalitions et confluences Unidas Podemos | Total coalitions et confluences Unidas Podemos          | 3 119 364                                                        | 12,86      | 1,46          | 35            | 7             |               |
|                                                | Ciudadanos (Cs)                                         | Ciudadanos (Cs)                                                  | 1 650 318  | 6,80          | 9,06          | 10            | 47            |
|                                                |                                                         | Gauche républicaine de Catalogne-Sobiranistes (ERC-Sobiranistes) | 874 859    | 3,61          | 0,29          | 13            | 2             |
|                                                | Gauche républicaine du Pays valencien (ERPV)            | 5 875                                                            | 0,02       | en stagnation | 0             | en stagnation |               |
| Total Gauche républicaine                      | Total Gauche républicaine                               | 880 734                                                          | 3,63       | 0,28          | 13            | 2             |               |
|                                                |                                                         | Más País-Equo                                                    | 330 345    | 1,36          | Nv.           | 2             | Nv            |
|                                                | Més Compromís                                           | 176 287                                                          | 0,73       | 0,07          | 1             | en stagnation |               |
|                                                | Más País                                                | 52 478                                                           | 0,22       | Nv.           | 0             | en stagnation |               |
|                                                | Más País-Chunta Aragonesista-Equo                       | 23 196                                                           | 0,10       | Nv.           | 0             | en stagnation |               |
|                                                | Chunta Aragonesista                                     | 2 000                                                            | 0,01       | Abs.          | 0             | en stagnation |               |
| Total coalitions Más País                      | Total coalitions Más País                               | 584 306                                                          | 2,41       | Nv.           | 3             | 3             |               |
|                                                | Junts per Catalunya-Junts                               | Junts per Catalunya-Junts                                        | 530 225    | 2,19          | 0,28          | 8             | 1             |
|                                                | Parti nationaliste basque (EAJ/PNV)                     | Parti nationaliste basque (EAJ/PNV)                              | 379 002    | 1,56          | 0,05          | 6             | en stagnation |
|                                                | Euskal Herria Bildu (EH Bildu)                          | Euskal Herria Bildu (EH Bildu)                                   | 277 621    | 1,14          | 0,15          | 5             | 1             |
|                                                | Candidature d'unité populaire-Pour la rupture (CUP-PR)  | Candidature d'unité populaire-Pour la rupture (CUP-PR)           | 246 971    | 1,02          | Nv.           | 2             | 2             |
|                                                | Parti animaliste contre la maltraitance animale (PACMA) | Parti animaliste contre la maltraitance animale (PACMA)          | 228 856    | 0,94          | 0,31          | 0             | en stagnation |
|                                                | Coalition canarienne-Nouvelles Canaries (CCa-NC)        | Coalition canarienne-Nouvelles Canaries (CCa-NC)                 | 124 289    | 0,51          | 0,16          | 2             | en stagnation |
|                                                | Bloc nationaliste galicien-Nós (BNG-Nós)                | Bloc nationaliste galicien-Nós (BNG-Nós)                         | 120 456    | 0,50          | 0,14          | 1             | en stagnation |
|                                                | Navarra Suma (NA+)                                      | Navarra Suma (NA+)                                               | 99 078     | 0,41          | en stagnation | 2             | en stagnation |
|                                                | Parti régionaliste de Cantabrie (PRC)                   | Parti régionaliste de Cantabrie (PRC)                            | 68 830     | 0,28          | 0,08          | 1             | en stagnation |
|                                                | Recortes Cero-Grupo Verde (RECORTES CERO-GV)            | Recortes Cero-Grupo Verde (RECORTES CERO-GV)                     | 35 042     | 0,14          | 0,04          | 0             | en stagnation |
|                                                | Por un Mundo más Justo (PUM+J)                          | Por un Mundo más Justo (PUM+J)                                   | 27 272     | 0,11          | 0,03          | 0             | en stagnation |
|                                                | Teruel Existe                                           | Teruel Existe                                                    | 19 761     | 0,08          | Nv            | 1             | 1             |
|                                                | Més Esquerra                                            | Més Esquerra                                                     | 18 295     | 0,08          | 0,02          | 0             | en stagnation |
|                                                | Andalousie par elle-même (AxSí)                         | Andalousie par elle-même (AxSí)                                  | 14 046     | 0,06          | 0,01          | 0             | en stagnation |
|                                                | Partis communistes (PCPE–PCPC–PCPA)                     | Partis communistes (PCPE–PCPC–PCPA)                              | 13 828     | 0,06          | 0,01          | 0             | en stagnation |
|                                                | Parti communistes des travailleurs espagnols (PCTE)     | Parti communistes des travailleurs espagnols (PCTE)              | 13 029     | 0,05          | en stagnation | 0             | en stagnation |
|                                                | Geroa Bai                                               | Geroa Bai                                                        | 12 709     | 0,05          | 0,04          | 0             | en stagnation |
|                                                | Autres partis                                           | Autres partis                                                    | 80 751     | 0,33          | -             | 0             | en stagnation |
|                                                | Vote blanc                                              | Vote blanc                                                       | 217 227    | 0,90          | 0,14          |               |               |
|                                                |                                                         |                                                                  |            |               |               |               |               |
| Suffrages exprimés                             | Suffrages exprimés                                      | Suffrages exprimés                                               | 24 258 228 | 98,97         |               |               |               |
| Votes nuls                                     | Votes nuls                                              | Votes nuls                                                       | 249 487    | 1,03          |               |               |               |
| Total                                          | Total                                                   | Total                                                            | 24 507 715 | 100           | -             | 350           | en stagnation |
| Abstention                                     | Abstention                                              | Abstention                                                       | 12 493 664 | 33,77         |               |               |               |
| Inscrits/Participation                         | Inscrits/Participation                                  | Inscrits/Participation                                           | 37 001 379 | 66,23         |               |               |               |

### Sénat
|       |                                          |                                          |      |               |  |  |  |
| Parti | Parti                                    | Parti                                    | Élus | +/-           |  |  |  |
|       | Parti socialiste ouvrier espagnol (PSOE) | Parti socialiste ouvrier espagnol (PSOE) | 93   | 30            |  |  |  |
|       | Parti populaire (PP)                     | Parti populaire (PP)                     | 84   | 29            |  |  |  |
|       | Gauche républicaine de Catalogne (ERC)   | Gauche républicaine de Catalogne (ERC)   | 11   | en stagnation |  |  |  |
|       | Parti nationaliste basque (EAJ/PNV)      | Parti nationaliste basque (EAJ/PNV)      | 9    | en stagnation |  |  |  |
|       | Junts per Catalunya-Junts                | Junts per Catalunya-Junts                | 3    | 1             |  |  |  |
|       | Teruel Existe                            | Teruel Existe                            | 2    | 2             |  |  |  |
|       | Vox                                      | Vox                                      | 2    | 2             |  |  |  |
|       | Union du peuple navarrais (UPN)          | Union du peuple navarrais (UPN)          | 1    | en stagnation |  |  |  |
|       | Groupement socialiste gomérien (ASG)     | Groupement socialiste gomérien (ASG)     | 1    | en stagnation |  |  |  |
|       | Euskal Herria Bildu (EH Bildu)           | Euskal Herria Bildu (EH Bildu)           | 1    | en stagnation |  |  |  |
|       | Ciudadanos (Cs)                          | Ciudadanos (Cs)                          | 1    | 4             |  |  |  |
|       |                                          |                                          |      |               |  |  |  |
| Total | Total                                    | Total                                    | 208  | en stagnation |  |  |  |

## Analyse

Parti arrivé en tête par circonscription.

Le scrutin est marqué par une poussée de l'extrême droite, Vox arrivant en troisième position en faisant plus que doubler sa représentation, porté notamment par la tension politique et sociale en Catalogne. À l'inverse, Ciudadanos se décompose en perdant 47 de ses 57 députés sortants, payant ainsi son aller-retour entre son positionnement originellement centriste et son virage sur la droite lors des élections précédentes. Un tel effondrement n'a pas d'équivalent dans l'histoire de l'Espagne post-franquiste, à l'exception de la déroute de l'UCD en 1982. Passant nationalement de quatre millions à un million et demi de suffrages favorables, il perd plus de la moitié des voix obtenues en avril dans toutes les provinces,. À l'inverse, le Parti populaire progresse en gagnant 22 sièges et 700 000 bulletins de vote en sa faveur, s'imposant en Galice, Cantabrie et Castille-et-León, et réduisant l'écart en sièges avec les socialistes de 57 à 32 ; un résultat cependant en demi-teinte puisqu'il s'agit du deuxième plus mauvais de l'histoire du parti et que Vox le devance en Murcie, à Ceuta et dans quatre provinces andalouses.
Le léger recul du Parti socialiste ouvrier espagnol marque l'échec de la stratégie du président du gouvernement Pedro Sánchez d'obtenir une majorité claire, à tout le moins de se renforcer en mobilisant les abstentionnistes et les électeurs centristes de Ciudadanos. Les socialistes perdent en effet 800 000 voix et trois députés par rapport au mois d'avril, ainsi que leur majorité absolue au Sénat. Malgré le recul d'Unidas Podemos et les difficultés à s'assurer le soutien des partis nationalistes territoriaux et régionalistes, il reste néanmoins le seul capable de forger une majorité parlementaire,.
Si les électorats du Parti populaire et de Vox sont les plus fidèles, puisque 80 % de leurs votants d'avril ont de nouveau opté pour eux, un tiers de ceux de Ciudadanos font le choix de l'abstention et 30 % votent pour les deux autres partis de droite. Les transferts de voix entre le centre droit et l'extrême droite sont globalement équilibrés, chacun convainquant 10 % des électeurs de l'autre. La contre-performance du PSOE et d'Unidas Podemos s'explique également par le renoncement à se rendre aux urnes, qui concerne un électeur socialiste sur six et un écosocialiste sur cinq. Le Parti socialiste retient tout de même les trois quarts de ses votants, et Podemos les deux tiers. Si le PSOE parvient à convaincre 6 % des votants de Podemos et 4,5 % de ceux de Ciudadanos, la gauche radicale contient la fuite vers Más País, dans la mesure où seuls 6 % de ses électeurs choisissent d'abandonner Pablo Iglesias pour Íñigo Errejón.
Au total, 52 sièges sont occupés par des partis nationalistes territoriaux ou régionalistes. Parmi eux, 28 prônent l'indépendance du territoire où ils sont actifs, auxquels s'ajoutent les sept élus à tendance souverainiste du Parti nationaliste basque. Cette territorialisation croissante du Congrès participe à sa fragmentation, puisque 19 forces politiques y obtiennent une représentation, soit six de plus qu'en avril. Le vote en faveur de Vox repose également sur une base territoriale, car il obtient ses meilleurs résultats principalement au sud de la Communauté de Madrid, dans les régions à l'identité moins marquée et revendiquée. Cet éclatement fait également réapparaître la distorsion de la représentation proportionnelle, puisque Teruel Existe et Compromís obtiennent le même nombre de sièges alors que le premier a dix fois moins de voix que le second ; de même, Euskal Herria Bildu totalise deux fois plus d'élus que Más País avec trois fois moins de suffrages favorables.

## Conséquences

### Démission d'Albert Rivera
Au lendemain du scrutin, le président de Ciudadanos Albert Rivera annonce démissionner de la direction du parti, de son mandat de député et mettre un terme à sa carrière politique. À la tête de Ciudadanos depuis 13 ans, il affirme vouloir « assumer toutes les responsabilités à la première personne », après l'échec de la formation libérale.
Il est suivi quelques heures plus tard par l'ancien porte-parole parlementaire du parti Juan Carlos Girauta, qui avait par ailleurs perdu son siège de député. Six des dix membres de la commission permanente et six personnalités du comité exécutif se trouvent également sans mandat, dont le secrétaire général José Manuel Villegas, son bras droit Fran Hervías (es), les membres du bureau du Congrès Ignacio Prendes et Patricia Reyes, et le secrétaire général du groupe parlementaire, Miguel Ángel Gutiérrez.
Perçue comme la successeure naturelle de Rivera et bénéficiant de l'appui unanime des dirigeants du parti, aussi bien parmi les soutiens sans faille du président démissionnaire qu'au sein du « secteur critique » dénonçant le renoncement à un positionnement centriste lors de la campagne des élections d'avril, la porte-parole parlementaire Inés Arrimadas se dit prête, une semaine après les élections, à postuler à la présidence de Ciudadanos. Le 21 novembre, deux autres cadres du parti annoncent leur intention de mettre un terme à leur vie politique : José Manuel Villegas, qui indique qu'il ne participera pas à la direction issue du congrès extraordinaire attendu au mois de mars, et le secrétaire à la Communication Fernando de Páramo (es), perçu comme l'un des responsables de la défaite en raison de son rôle dans la définition des messages et slogans électoraux du parti.

### Accord PSOE-Podemos
Le 12 novembre, moins de 48 h après la fermeture des bureaux de vote, le Parti socialiste et Unidas Podemos concluent un accord de principe pour constituer un gouvernement de coalition dirigé par Pedro Sánchez avec Pablo Iglesias comme vice-président. Les deux partis s'entendent sur dix priorités et un discours commun à propos de la Catalogne, principal point de crispation entre eux, qui appelle au vivre-ensemble, au dialogue et à la normalisation de la vie politique dans le cadre constitutionnel tout en envisageant une évolution de la décentralisation espagnole.
L'accord est salué par Más País, Compromís et Teruel Existe. Le Bloc nationaliste galicien et la Coalition canarienne évoquent la nécessité d'un engagement clair en faveur de leurs régions respectives tout en se disant prêts à dialoguer avec les nouveaux partenaires de coalition. À l'inverse, l'entente entre le PSOE et UP est vertement critiquée par Ciudadanos. Son secrétaire général annonce que ses députés ne soutiendront pas le nouvel exécutif et sa porte-parole parlementaire Inés Arrimadas demande à Sánchez qu'il renonce et cherche à établir un « accord modéré et constitutionnaliste » avec le PP et eux basé sur « de bons accords régaliens pour l'Espagne ».
Consultés lors d'un référendum interne contraignant, les militants socialistes approuvent clairement le 23 novembre l'alliance de leurs partis avec Unidas Podemos. Au sein du PSOE, 63 % des adhérents participent au scrutin et 92 % d'entre eux valident l'accord avec la gauche radicale. Au PSC, le taux de participation est plus faible puisque seulement 44,9 % des inscrits se rendent aux urnes, mais 93,6 % d'entre eux se prononcent en faveur de la coalition. Le lendemain, ce sont les membres de la Gauche unie (IU) qui approuvent de gouverner avec les socialistes à 88 %, avec un taux de participation de 31 %. Les adhérents de Podemos ratifient à leur tour la formation d'un gouvernement de coalition avec les socialistes lors d'un vote entre le 23 et le 26 novembre, avec 97 % de votes favorables.
Le 30 décembre 2019, Pedro Sánchez et Pablo Iglesias signent publiquement au siège du Congrès des députés leur accord de coalition, un texte de 50 pages négocié pendant un mois et demi par la ministre des Finances María Jesús Montero et le dirigeant de Podemos Pablo Echenique Robba, contenant de fortes mesures sociales comme l'encadrement de la hausse des loyers, l'abrogation de la loi de sécurité publique connue comme la « loi bâillon », une hausse de l'impôt sur le revenu pour les plus aisés, l'instauration d'un revenu minimum vital, la suppression des franchises médicales, la légalisation de l'euthanasie, un plan de lutte contre l'exode rural et une loi instituant la laïcité de l'État,.

### Rapprochement avec les indépendantistes catalans

#### Premiers échanges informels avec ERC
La Gauche républicaine de Catalogne (ERC), dont l'abstention est indispensable à une investiture de Pedro Sánchez si celui-ci ne peut pas compter sur l'appui de Ciudadanos, annonce le 20 novembre qu'elle compte également consulter sa base militante afin de savoir si elle est favorable « à refuser l'investiture dans le cas où il n'y aurait pas précédemment un accord pour aborder le conflit politique avec l'État au travers d'une commission de négociation ». La réponse à cette question générale, qui n'aborde pas les revendications principales du mouvement indépendantiste (organisation d'un référendum d'autodétermination et libération des dirigeants condamnés), ne sera pas contraignante pour la direction. Un « oui » massif n'empêcherait d'ailleurs pas in fine qu'ERC permette le maintien au pouvoir du président du gouvernement, en cas d'accord sur la mise en place d'un forum de dialogue, dont la configuration n'est pas précisée dans le texte soumis aux adhérents.
Le lendemain, le président de la généralité de Catalogne Quim Torra — dont ERC est le partenaire de coalition — se montre circonspect face à cette question, s'interrogeant sur le contenu de la commission, les garanties pour son travail, et la présence d'un rapporteur indépendant, dont l'évocation en janvier 2019 avait conduit à la rupture du dialogue entre les gouvernements espagnol et catalan. Le 22 novembre, trois jours avant le vote des militants d'ERC, les porte-paroles parlementaires du Parti socialiste Adriana Lastra et de la Gauche républicaine Gabriel Rufián se réunissent au palais des Cortès sans en informer la presse ni faire de déclaration publique. Les deux responsables s'entendent pour créer un groupe de travail de six personnes — à parité entre leurs deux formations et dont fera partie le numéro trois du Parti des socialistes de Catalogne — afin de négocier des éléments programmatiques ainsi que le format de la commission du dialogue voulu par le parti indépendantiste. ERC souhaite un accord clair et écrit avec le PSOE qui explique précisément le fonctionnement et les missions de cette commission.
Pour les socialistes, elle consisterait en un espace de rencontre entre les deux partis, alors que pour les républicains elle doit réunir les exécutifs de l'État et de la communauté autonome catalane, pouvoir traiter de tous les sujets mais selon un calendrier prédéfini, et être suivie de décisions concrètes. À 24 h du vote, le vice-président de la Généralité et coordonnateur national d'ERC Pere Aragonès appelle les adhérents à se prononcer contre la conclusion d'un accord avec le PSOE, évoquant la « disparition de la confiance » lors de la campagne électorale,. Au cours de ce référendum interne, 70 % des adhérents de la Gauche républicaine se déplacent et 94 % des votants soutiennent la ligne proposée par la direction, donnant une forte légitimité à l'équipe chargée de mener les négociations. La porte-parole parlementaire d'Ensemble pour la Catalogne Laura Borràs réagit en appelant Pedro Sánchez à reconnaître Carles Puigdemont, Quim Torra et les dirigeants indépendantistes emprisonnés comme des interlocuteurs et à accepter que le dialogue promu par ERC se fasse en présence d'un médiateur international.

#### Rencontres officielles
Les équipes de négociation du PSOE-PSC et d'ERC se rencontrent pour la première fois le 28 novembre, une première réunion qui débouche sans accord conclu ni changement de position de la Gauche républicaine. Les deux partis expliquent cependant vouloir poursuivre leurs échanges, partageant le constat de la nécessité de rouvrir le dialogue pour résoudre la situation en Catalogne et d'élaborer un programme social pour revenir sur les conséquences des politiques d'austérité appliquées par le Parti populaire entre 2011 et 2018. Une nouvelle séance de travail est programmée dans les jours à venir, signe d'un retour de la confiance et d'un rétablissement de leurs relations, mises à mal par la campagne électorale.
Cette nouvelle réunion a lieu le 3 décembre, quelques heures après l'ouverture de la XIVe législature, et débouche sur un communiqué commun dans lequel socialistes et républicains disent s'être entendus pour « activer la voie politique » et avoir constaté une « sensibilité partagée en matière sociale », annonçant avoir programmé une nouvelle séance de négociations sept jours plus tard. Lors de cette rencontre du 10 décembre, célébrée à Barcelone et précédée d'une « rencontre préparatoire » non annoncée publiquement la veille, les deux partis signent un nouveau communiqué commun dans lequel ils indiquent « avancer sur la définition de la commission de négociation afin de canaliser le conflit politique sur le futur de la Catalogne » dans un esprit de « respect et reconnaissance institutionnelle mutuelle ». PSOE et ERC ne fixent pas de date pour une nouvelle réunion mais disent vouloir continuer à négocier.
Le 18 décembre, alors qu'un accord semble sur le point d'être conclu entre socialistes et républicains prévoyant la création d'un espace de dialogue ad hoc entre l'État et la généralité de Catalogne et le retour des autorités catalanes au sein des instances de concertation territoriale multilatérales, José Luis Ábalos déclare publiquement qu'ERC semble avoir renoncé à la « voie unilatérale », c'est-à-dire la tenue d'un référendum d'indépendance sans accord ni dialogue préalables. Cette expression suscite l'incompréhension et la colère des cadres de la Gauche républicaine, à trois jours de leur congrès. Marta Vilalta dénonce ainsi un chantage qui éloigne de nouveau la possibilité d'un pacte d'ERC avec le PSOE,.

#### Rupture puis reprise
Si les discussions reprennent quelques heures plus tard, après des échanges directs entre Adriana Lastra et Gabriel Rufián, elles sont interrompues dès le 19 décembre par la Gauche républicaine, après que la Cour de justice de l'Union européenne a reconnu à Oriol Junqueras la condition de député européen depuis la proclamation de son élection en juin, ce qui le rend titulaire depuis cette date de l'immunité parlementaire. ERC affirme que les échanges reprendront une fois connue la position du bureau de l'avocat général de l'État sur une possible remise en liberté de Junqueras, tandis que le parquet a déjà annoncé que le jugement de la CJUE ne suppose pas de son point de vue une telle libération.
La vice-présidente du gouvernement Carmen Calvo réagit quelques heures plus tard en expliquant que « il est désormais temps que la politique soit seulement dans le champ politique, au moyen de l'accord et de la négociation », et précise que « l'avocat de l'État est en train d'étudier la position à adopter pour aider au mieux le Tribunal suprême à mettre en œuvre le verdict » de la justice communautaire. Lors d'une interview diffusée le lendemain mais enregistrée avant la décision de la direction de la Gauche républicaine, Junqueras s'oppose à la suspension des négociations, affirmant qu'« il faut toujours être prêt à dialoguer, avec tout le monde, que je sois ou non en prison ».
Le 27 décembre, les équipes de négociation du PSOE et d'ERC se rencontrent de nouveau à Madrid, huit jours après l'annonce officielle de la suspension et alors que le mémoire de l'avocat de l'État au procès des dirigeants indépendantistes n'a toujours pas été présenté. À l'issue de cette nouvelle réunion, les deux partis confirment des avancées, mais sans nouveautés notables, et se séparent sans avoir conclu d'accord. Ce nouveau temps de travail se produit alors que la Junte électorale centrale (JEC) a annoncé qu'elle se prononcerait le 3 janvier sur la requête du Parti populaire et Ciudadanos visant à déchoir Quim Torra de la présidence de la Généralité à la suite de sa condamnation le 19 décembre à 18 mois d'interdiction d'exercice d'une charge publique pour désobéissance (il avait tardé à appliquer un ordre de la JEC de retirer les symboles indépendantistes présents sur la façade du palais de la Généralité pendant la campagne des élections d'avril).

#### Accord et ratification
Au soir du 30 décembre, alors que le PSOE et Unidas Podemos ont signé un accord prévoyant « d'aborder le conflit politique en Catalogne en mettant en œuvre la voie politique à travers le dialogue et la négociation » ainsi que de solder les transferts de compétences en attente, la commission exécutive d'ERC annonce la convocation du conseil national du parti pour le 2 janvier 2020, afin de fixer la position de vote du groupe parlementaire. Tout en soulignant la défiance de la Gauche républicaine envers le Parti socialiste et en rejetant l'idée que c'est de son parti que dépend la convocation de la session d'investiture, la secrétaire générale adjointe Marta Vilalta indique que « le moment est arrivé de tenter la voie du dialogue » et confirme l'engagement pris par les socialistes de mettre en place une « commission de négociation entre gouvernements ».
L'accord entre socialistes et républicains prévoit non seulement la création d'une commission de négociation entre les gouvernements de l'État et de la Généralité, mais également que les décisions issues de cette commission feront de facto l'objet d'une ratification par référendum si elles conduisent à une évolution du statut d'autonomie ou de la Constitution. Le texte obtient un large soutien lors de la réunion du conseil national de la Gauche républicaine, garantissant l'abstention de ses 13 parlementaires au Congrès.

#### Critiques
Le pacte conclu entre ERC et le PSOE déclenche de vives critiques au sein des partis de droite. La porte-parole du groupe populaire au Congrès des députés Cayetana Álvarez de Toledo affirme ainsi que « le PSOE constitutionnaliste est mort, il constitue une force nationaliste [catalane] de plus », considérant que « la trahison envers l'Espagne est consommée » et que « ce gouvernement va travailler contre l'État constitutionnel ». Le président du Parti populaire Pablo Casado ajoute que l'accord entre les deux partis « liquide la souveraineté nationale, l'égalité entre les Espagnols, et la légalité ».
La porte-parole parlementaire et probable future présidente de Ciudadanos Inés Arrimadas dénonce également l'entente conclue entre socialistes et républicains, et annonce son intention d'appeler personnellement les « barons socialistes » afin qu'ils convainquent Sánchez de renoncer à son programme d'investiture ou les députés socialistes de leurs territoires de ne pas apporter leur soutien au candidat à la présidence. La plupart lui opposent une fin de non-recevoir via le réseau social Twitter et avant même son appel, l'invitant à voter en faveur de Sánchez afin d'éviter que son accession au pouvoir ne dépende des indépendantistes. Ce message est repris par le président de Castille-La Manche Emiliano García-Page lors de son entretien téléphonique avec elle.

#### Dialogue infructueux avec JxCat
Adriana Lastra s'entretient le 4 décembre avec les députées de JxCat Laura Borràs et Míriam Nogueras. Sans préciser le contenu des échanges avec la responsable socialiste, Borrás déclare simplement que la rencontre s'est « très bien passée » et qu'un autre temps d'échanges sera programmé dans les jours à venir. Environ deux semaines plus tard, le 17 décembre, Pedro Sánchez s'entretient au téléphone avec Quim Torra pendant une quinzaine de minutes, dans le cadre des contacts du candidat à la présidence avec les chefs de gouvernement autonome et s'engage à le rencontrer aussi vite que possible une fois son gouvernement formé.
Via le réseau social Twitter, Carles Puigdemont et Borràs font savoir le 30 décembre qu'Ensemble pour la Catalogne votera contre l'investiture de Pedro Sánchez. Cette décision tombe quelques heures après la signature de l'accord de coalition entre le PSOE et Unidas Podemos. Puigdemont affirme ainsi ne pas voir « de différence entre ce gouvernement de coalition et un gouvernement formé des seuls socialistes » alors que Borràs explique que l'objectif de JxCat n'est pas « de garantir une Espagne forte et solidaire » et que le pacte PSOE-UP « est décevant [...] et ne présage rien de bon » pour la Catalogne.

### Sánchez désigné candidat à la présidence
Au terme de deux jours de consultations avec 18 partis politiques, le roi Felipe VI propose le 11 décembre à Pedro Sánchez d'être, une nouvelle fois, candidat à l'investiture du Congrès des députés. À l'issue de son entretien avec le souverain au cours duquel il accepte cette mission, le président du gouvernement sortant annonce vouloir s'entretenir avec le président du Parti populaire Pablo Casado, la porte-parole parlementaire de Ciudadanos Inés Arrimadas, ainsi que le président de la généralité de Catalogne Quim Torra et les autres présidents de communautés autonomes. Il indique qu'Adriana Lastra prendra contact avec l'ensemble des forces parlementaires, incluant de facto des discussions avec Vox et Bildu. Son option privilégiée reste cependant la conclusion d'un accord avec Unidas Podemos, l'obtention du soutien du Parti nationaliste basque (EAJ/PNV), des partis minoritaires et régionalistes, et l'abstention d'ERC.
Au lendemain de nombreuses annonces d'accord ou pré-accord avec le PSOE pour permettre le maintien de Sánchez au pouvoir, la présidente du Congrès Meritxell Batet informe le 31 décembre 2019 les groupes parlementaires qu'elle a l'intention de convoquer la session d'investiture pour le samedi 4 janvier 2020, ce qui implique un premier vote de confiance — où la majorité absolue est requise — le lendemain. N'étant pas en mesure de réunir 176 voix, le président du gouvernement sortant se soumettra à un deuxième vote le 7 janvier, au cours duquel la majorité simple suffira. Le 2 janvier 2020, la séance plénière est formellement convoquée pour le 4 à 9 h du matin, afin que le premier vote se produise le lendemain vers le milieu de la journée, ce qui donnera le temps aux parlementaires de rejoindre leurs circonscriptions pour y célébrer l'Épiphanie le 6.

### Accords et désaccords avec les petits partis
Le 30 décembre, le PSOE et l'EAJ/PNV parviennent à la conclusion d'un accord qui sera signé le jour même au palais des Cortès, garantissant à Sánchez six votes favorables supplémentaires, soit 161 soutiens confirmés. Quelques heures plus tard, Euskal Herria Bildu annonce avoir l'intention de demander à ses militants si ses cinq députés doivent s'abstenir lors du vote d'investiture, présentant une telle position comme le respect de la parole donnée pendant la campagne — au cours de laquelle Bildu s'était engagé à empêcher l'accession de l'extrême droite au pouvoir — et la formation d'un gouvernement commun entre Sánchez et Iglesias comme une « fenêtre d'opportunité » pour « résoudre les graves problèmes structurels découlant du régime monarchique de 1978 ».
Regrettant l'absence de précision ou d'ambition de certains points de l'entente entre le PSOE et Unidas Podemos, Íñigo Errejón annonce le 30 décembre 2019 que Más País soutiendra le gouvernement, à la suite d'un entretien avec Adriana Lastra et Rafael Simancas, garantissant un total de 163 voix favorables à l'investiture de Sánchez. Un nouvel accord est conclu le 2 janvier, entre le PSOE et Compromís — ce qui assure 164 voix à Sánchez — notamment autour des règles de financement des budgets des communautés autonomes, les socialistes s'engageant à les réformer dans un délai de huit mois alors que le système actuel, obsolète depuis 2014, est particulièrement préjudiciable à la Communauté valencienne.
Quelques heures plus tard, la direction du Parti régionaliste de Cantabrie (PRC) décide que son député votera en défaveur du président du gouvernement sortant en réaction au contenu de l'accord passé avec ERC sur la résolution de la crise catalane, deux jours après que le président de Cantabrie Miguel Ángel Revilla a déclaré que « aucune route, aucune ligne à grande vitesse, rien ne peut justifier que nous liquidions l'unité de l'Espagne ». Parallèlement, les socialistes s'assurent le soutien de Teruel Existe (TE) et Nouvelles Canaries (NC), ce qui permet à la candidature de Sánchez de bénéficier de l'appui de 166 députés et du rejet de 164 d'entre eux.
Un jour plus tard, le 3 janvier, les dernières prises de positions sont annoncées. Le Bloc nationaliste galicien (BNG) indique à son tour être parvenu à s'entendre avec les socialistes, garantissant 167 voix favorables à Sánchez. Seulement quelques heures après, la direction de Bildu fait savoir que les militants ont massivement soutenu sa proposition d'abstention, ce qui porte à 18 le nombre de députés s'abstenant. Enfin, le conseil politique de la Coalition canarienne (CC) ordonne à sa députée Ana Oramas de s'abstenir également, ce qui annonce un résultat au second tour de 167 pour, 164 contre et 19 abstentions.

### Investiture

#### Premier vote

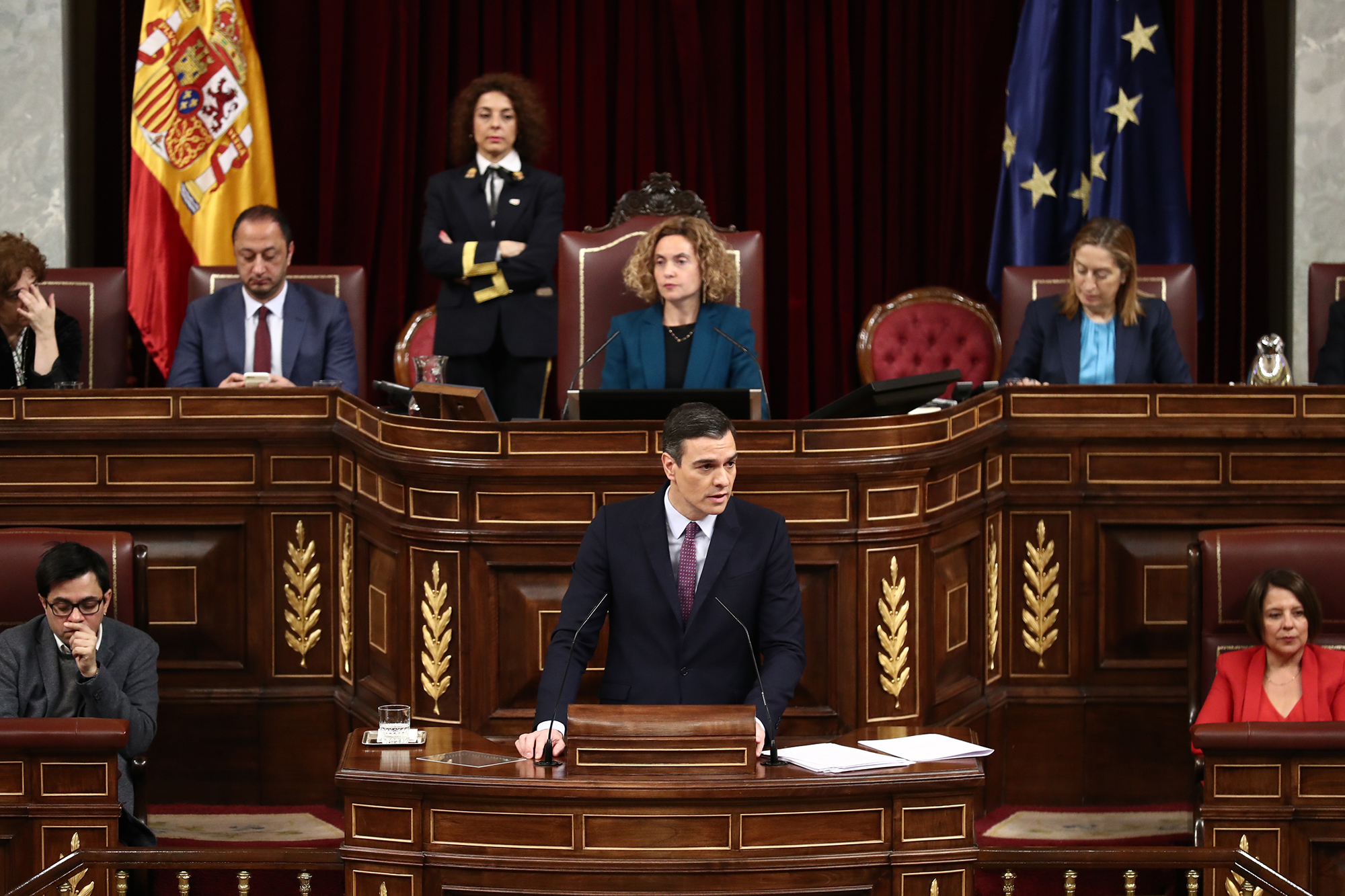
Pedro Sánchez présente son programme aux députés le 4 janvier 2020.

Le débat d'investiture s'ouvre devant le Congrès des députés le 4 janvier. En ouverture de son propos, Sánchez indique à l'attention des partis de droite que « L'Espagne ne va pas se briser, ni la Constitution ; ce qui va se briser, c'est le blocage [politique] », avant de défendre son programme politique qui prévoit la hausse du salaire minimum, de la fiscalité pour les hauts revenus et les entreprises, et une remise en cause de la réforme du marché du travail mise en œuvre en 2012. S'agissant de la crise en Catalogne, il affirme : « Nous n’allons pas résoudre du jour au lendemain un problème vieux de dix ans, mais nous pouvons y arriver [avec] générosité et empathie » et propose « de reprendre le dialogue politique en abandonnant la judiciarisation du conflit ». En réaction, le président du Parti populaire, Pablo Casado, le qualifie de « président fake » dirigeant une coalition de « communistes et séparatistes » tandis que le président de Vox, Santiago Abascal, le désigne comme « menteur, [...], traître [et] escroc ». Le porte-parole d'ERC, Gabriel Rufián, rappelle pour sa part que « si l'accord n'est pas respecté, il n'y aura pas de législature »,.
Au cours du débat, Ana Oramas annonce qu'elle entend désobéir aux consignes de la direction de la Coalition canarienne et votera contre l'investiture de Sánchez, appuyant cette décision de rompre avec la discipline de vote sur ses convictions personnelles s'opposant au contenu de l'accord conclu avec la Gauche républicaine de Catalogne. La porte-parole de Ciudadanos Inés Arrimadas s'appuie quelques heures plus tard sur cet exemple pour appeler « un député socialiste vaillant » à ne pas accorder son soutien à Pedro Sánchez pour que le gouvernement ne dépende pas « des indépendantistes et des populistes », tandis que le président de Vox Santiago Abascal évoque sans le citer le député de Teruel Existe, Tomás Guitarte (es) en estimant que, à la suite de l'accord entre socialistes et républicains, « les Terueliens deviendront des citoyens de troisième division » Lors du premier vote, le candidat reçoit 166 votes favorables, 165 défavorables et 18 abstentions, soit un suffrage de moins qu'attendu du fait de l'absence pour maladie de la députée de Podemos Aina Vidal, qui n'avait pas eu le temps de solliciter le vote électronique à distance, à l'inverse du député nationaliste basque Íñigo Barandiaran.

#### Second vote et élection
Lors du court débat qui précède le second vote, le 7 janvier, le candidat appelle de ses vœux à « se débarrasser du climat toxique » et « de l'atmosphère d'irritation » qui traverse le pays selon lui en citant le dernier président de la République espagnole Manuel Azaña, qui affirmait que les Espagnols « sont tous les enfants de la même terre et dépendants du même fleuve ». En réponse, Pablo Casado, qui dénonce un « pacte avec l'extrême gauche, les indépendantistes et les batasunistes » formant « le gouvernement le plus radical de l'histoire », s'appuie à son tour sur une phrase d'Azaña : « Je tolère qu'ils attaquent la République, mais jamais qu'ils attaquent l'Espagne ».
Peu après, Pedro Sánchez est investi pour un nouveau mandat au poste de président du gouvernement par le Congrès des députés, après presque neuf mois de gestion des affaires courantes. Il emporte l'investiture au second tour par 167 voix favorables (PSOE, Unidas Podemos, PNV, Más País, Compromís, Nouvelles Canaries, BNG et Teruel Existe), contre 165 oppositions (PP, Vox, Ciudadanos, JxCat, CUP, Coalition Canarienne et PRC) et avec 18 abstentions (ERC et Bildu), ce qui constitue le résultat le plus serré depuis l'entrée en vigueur de la Constitution de 1978. C'est alors la première fois qu'il remporte un vote d'investiture, ayant échoué les deux fois précédentes puis accédé au pouvoir par l'adoption d'une motion de censure.

#### Assermentation

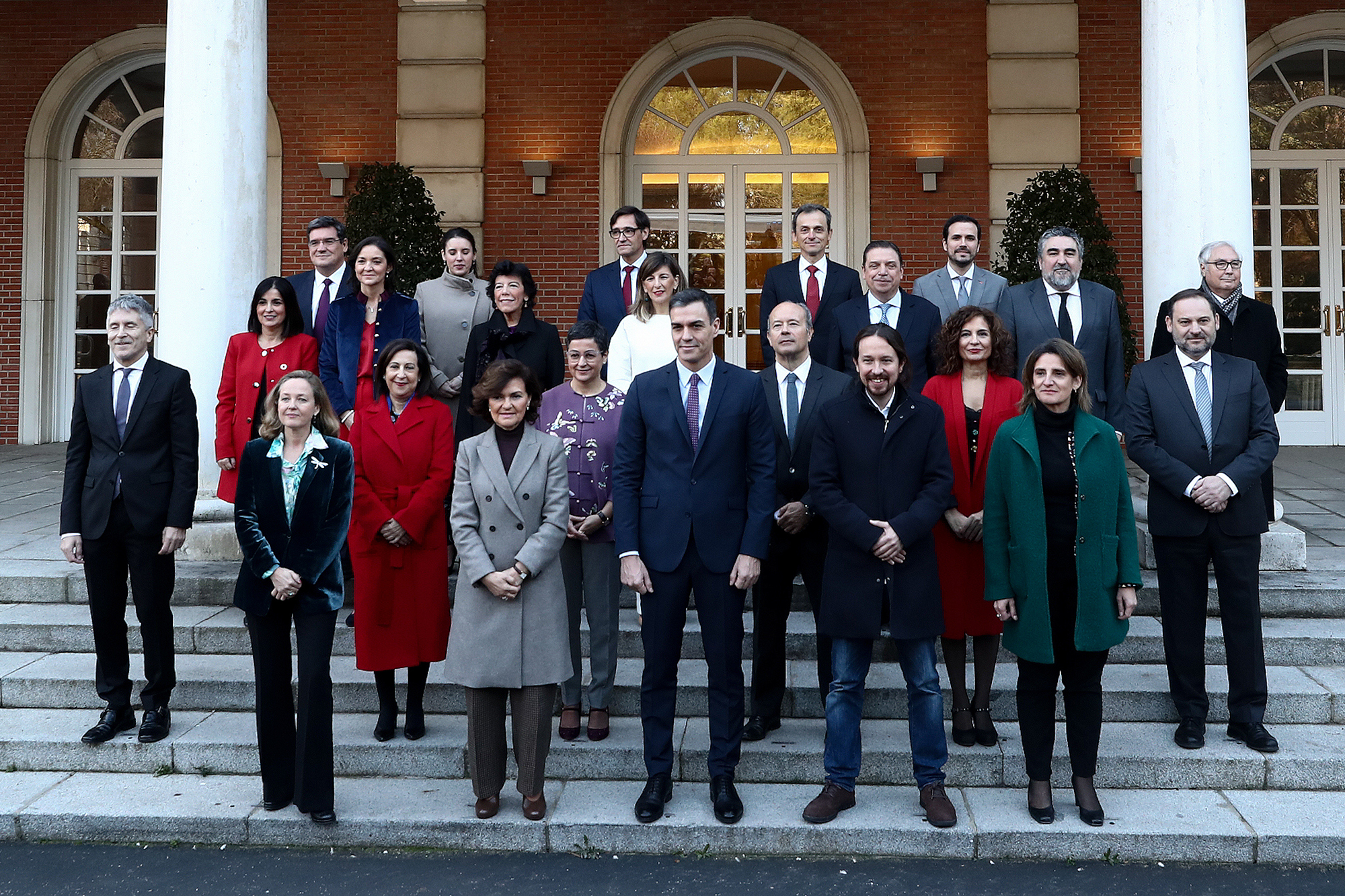
Photo de famille du gouvernement le 14 janvier 2020.

Le décret royal portant sa nomination est publié dès le lendemain au Bulletin officiel de l'État (BOE). Il prête serment quelques heures plus tard, au palais de la Zarzuela, au cours d'une courte cérémonie devant le roi, les présidentes des assemblées parlementaires, les présidents du Tribunal suprême et du Tribunal constitutionnel, et la ministre de la Justice Dolores Delgado. À la suite de son assermentation, il plaisante avec Felipe VI sur la brièveté de la cérémonie comparée à la durée de la crise politique, ce à quoi le monarque lui rétorque que « cela a été simple, rapide et sans douleur. La douleur, c'est pour après ». Comme lors de sa première prestation de serment en juin 2018, il choisit — conformément aux règles de protocole mises en place après le couronnement de Felipe VI — de tenir la cérémonie sans symboles religieux, simplement devant un exemplaire de la Constitution ouvert à la page de l'article 99, qui traite de l'investiture du président du gouvernement.